# Cunelières
Cunelières – miejscowość i gmina we Francji, w regionie Burgundia-Franche-Comté, w departamencie Territoire de Belfort.
Według danych na rok 1990 gminę zamieszkiwały 204 osoby, a gęstość zaludnienia wynosiła 101 osób/km² (wśród 1786 gmin Franche-Comté Cunelières plasuje się na 542. miejscu pod względem liczby ludności, natomiast pod względem powierzchni na miejscu 1021.).